# کافر (فیلم ۱۳۵۲)
کافر فیلمی به کارگردانی و نویسندگی فریدون گله محصول سال ۱۳۵۱ است.

## خلاصه داستان
مهدی کافر (سعید راد) پس از شش ماه حبس سراغ دوستانش (حسن خیاط باشی، حسن رضیانی، محسن آراسته، و حسین شهاب) می‌رود و در برابر دار و دستهٔ حسن طلا (غلامرضا سرکوب)، که مسبب دستگیری او بوده‌اند، قرار می‌گیرد. دفترچهٔ خاطرات دختر فقیری به نام سوری (پونه) به دست مهدی می‌افتد و او متوجه می‌شود که سوری از سوی زنی از بستگانش (ایران قادری) و صاحب خانه‌اش (اکبر جنتی شیرازی) مورد آزار و اذیت است. مهدی درصدد کمک به دختر برمی آید، و تصمیم می‌گیرد دست به آخرین دزدی زندگی اش بزند؛ اما دار و دستهٔ حسن طلا یکی از افراد مهدی به نام غلام (محسن آراسته) را تحت فشار می‌گذارند تا نشانی محل دزدی را به آنها بدهد. غلام محل دزدی را فاش می‌کند و حسن طلا به پلیس خبر می‌دهد. پلیس محل را محاصره می‌کند و مهدی موقع فرار از پا درمی آید.

## بازیگران
- سعید راد
- حسن خیاط باشی
- حسن رضایی
- حسن رضیانی
- ابراهیم نادری
- ایران قادری
- حمیده خیرآبادی
- پونه
- غلامرضا سرکوب
- فرخ ساجدی